# Unser Mann in Afrika
Unser Mann in Afrika (engl. Originaltitel: A Good Man in Africa) ist die deutschsprachige Ausgabe des 1981 erschienenen ersten und mit zwei renommierten britischen Literaturpreisen ausgezeichneten Romans von William Boyd. Die deutsche Übersetzung von Hermann Stiehl erschien 1994.
Der Roman ist eine schwarze Komödie und beschreibt Ereignisse im Leben eines britischen Konsulatsangestellten in dem (fiktiven) westafrikanischen Staat Kinjanja.

## Inhalt
Morgan Leafy, erster Sekretär am britischen Konsulat in Nkongsamba, „der einzige(n) größeren Stadt in einer kleinen Region in einem nicht sehr bedeutenden westafrikanischen Land“, wird mit mehreren unangenehmen Aufgaben gleichzeitig betreut: Die Gattin des Konsuls  Fanshawe überträgt ihm die Aufgabe, am bevorstehenden Weihnachtsfest den Weihnachtsmann zu spielen; Fanshawe wiederum betreut ihn mit dem „Projekt Kanapee“, nämlich der – im Sinne britischer Interessen – behutsamen Kontaktaufnahme mit dem zu erwartenden Gewinner der bevorstehenden Parlamentswahlen, Sam Adekunle, Professor an der örtlichen Universität und Vorsitzender der Kinjanjan National Party. Ebenjenem Adekunle schuldet Leafy jedoch noch einen Gefallen, so dass dieser von ihm im Gegenzug die Bestechung von Dr. Alex Murray, Arzt und Verwaltungsbeamter der Universität, bezüglich des Verkaufs eines großen Grundstückes für Baumaßnahmen der Hochschule fordert. Dazu kommt als weitere Aufgabe für Leafy die dringend erforderliche Beseitigung des Leichnams einer auf dem Konsulatsgelände vom Blitz getroffenen einheimischen Arbeiterin. Letztere Aufgabe stellt sich als besonderes Problem heraus, da nach örtlichem Aberglauben vom Blitz Getroffene vor der Beerdigung einer rituellen Behandlung durch einen Fetischpriester unterzogen werden müssen, was im vorliegenden Fall niemand zu bezahlen bereit ist.
Im zweiten Teil werden in Form einer Rückblende jene Ereignisse erzählt, die zu Leafys Einlassung mit Adekunle führten. Leafy – 34, 174 cm groß und unvorteilhafte 98 Kilo schwer – hält heimlich Hazel, eine Geliebte und Gelegenheitsprostituierte, aus, obwohl ihn „seine Stellung ... zu so etwas wie einem gesellschaftlich begehrten Objekt“ macht. Hazel steckt ihn mit einer Geschlechtskrankheit an, die ihn in die Bredouille bringt, als er sich mit Priscilla, der attraktiven und nicht unabgeneigten Tochter des Konsuls, einlässt  und ihm ein irreparables Zerwürfnis mit ihr beschert. Behandeln kann ihn nur Dr. Murray, der ihm Penicillin und vier Wochen Enthaltsamkeit verordnet. Kurze Zeit darauf begegnet er Celia, der englischen Ehefrau Adekunles, mit der er ein Verhältnis anfängt. Adekunle ertappt ihn inflagranti und hat ihn von da an in der Hand.
Der dritte Teil treibt die Ereignisse einem Höhepunkt zu, als eine Herzogin aus England zum Konsulatsbesuch erwartet wird, das Personal jedoch in den Streik tritt, weil Leafy in einer Nacht- und Nebel-Aktion die verwesende Leiche beseitigt hatte (die er in einer weiteren nächtlichen Aktion wieder zurücklegen wird). Am Weihnachtstag überstürzen sich die Ereignisse. Adekunle stößt das Konsulat mit einem völlig überzogenen „Staatsbesuch“ in London vor den Kopf, es kommt während der Wahlen zu politischen Zusammenstößen und einer Revolte an der Universität, der Leafy nur mit Mühe und Not entkommt. Alles kulminiert schließlich zum einen in der unerwarteten Konfrontation Leafys im Weihnachtsmannkostüm mit der Herzogin in deren Badewanne. („Die Herzogin stand da, schlaff und gedrungen, vollkommen nackt bis auf eine blaßblaue Badekappe.“) und zum anderen in einer Golfpartie Leafys mit Dr. Murray, in deren Verlauf Leafy auf verzweifelte Weise den geplanten Bestechungsversuch unternimmt – der, wie sich später herausstellen wird, längst obsolet geworden ist. Schließlich stellt Leafy fest, dass Celia Adekunles Avancen nichts weiter waren als der Versuch, mit seiner Hilfe ein Visum für Großbritannien zu bekommen. Am Ende liegt er im Bett – mit Mrs Fanshawe.

## Themen und Motive
Unser Mann in Afrika ist eine beißend ironische Satire sowohl auf die Konfrontation verschiedener Kulturen als auch auf die Verhältnisse in den jungen afrikanischen Staaten nach dem Ende des Kolonialismus. Boyd bezieht sich dabei zweifelsohne auf seine eigenen Erlebnisse als Kind und Jugendlicher in Afrika, wie er sie 1998 in dem autobiografischen Essayband Protobiography geschildert hat. Der Roman konfrontiert auf spielerische Weise auch das alte Afrikabild europäischer Diplomaten, die darin nichts weiter sehen als die untere Sprosse einer Karriereleiter, mit dem neuen Afrika eines von   Entwicklungsschwierigkeiten, Armut und Korruption geplagten Kontinents.
Nicht unwesentlich zum ironischen Ton des Romans trägt Boyds freizügig-schmunzelnder Umgang mit Erotik und Sex bei, denn im Spannungsfeld aus Hitze, Untätigkeit und Überdruss hat „das Leben in Afrika ... zwei Pluspunkte ... : Bier und Sex“, so dass Boyds Protagonist zum einen ständig mit einem Kater herumläuft und zum anderen wieder und wieder in merkwürdige erotische Situationen gerät.

## Auszeichnungen
- 1981 Whitbread First Novel Award
- 1982 Somerset Maugham Award

## Verfilmung
- A Good Man in Africa (auch: Der letzte Held von Afrika)

## Ausgaben
- Englische Originalausgabe: A Good Man in Africa, 1981 bei Hamish Hamilton London
- Deutschsprachige Erstausgabe: Unser Mann in Afrika, dt. von Hermann Stiehl; Reinbek bei Hamburg: Rowohlt 1994. ISBN 3-499-13459-4
- Taschenbuchausgabe: Unser Mann in Afrika, gleiche Übersetzung; Berlin: Berlin Taschenbuch Verlag 2008. ISBN 3-8333-0537-1
- Weitere Ausgabe: Unser Mann in Afrika, gleiche Übersetzung; Zürich: Kampa Verlag 2024. ISBN 978-3-311-15094-7